# Amor serrano
Amor serrano es una telenovela peruana creada en 1998 producida por Michel Gómez, transmitida por Frecuencia Latina. Está protagonizada por Virna Flores y Bernie Paz, coprotagonizada por Tulio Loza y Lola Vilar, con las participaciones antagónicas de Ismael La Rosa, Lolita Ronalds, Marisa Minetti, Aristóteles Picho y la primera actriz Mariella Trejos, con las participaciones estelares de Christian Thorsen, Marisol Aguirre, Lucho Cáceres, Carlos Martínez, Silvia Iglesias y Charo Verástegui con la participación de los primeros actores Eduardo Cesti y César Valer y la actuación especial de la primera actriz Nilda Muñoz.

## Sinopsis
Máximo Yunque (Tulio Loza) es un nuevo rico que no ha perdido, pese a las iniquidades limeñas, la pureza original de los campos ayacuchanos en Quinua. Está enamorado de la bella Micaela (Virna Flores) una chica que llega a Lima con su familia desde Ayacucho donde viajaron y tuvieron que escapar. Sin embargo, el corazón de Micaela le pertenece a Sebastián (Bernie Paz) que en realidad su nombre es Leonardo Falcón un hombre al que todos creían que murió en un accidente donde fallecieron sus padres y regresó para recuperar la empresa de Máximo que también le pertenecía a su familia. 

## Producción
Se realizaron filmaciones desde Ayacucho y Lima, desde la Casa Larco.

## Elenco
- Virna Flores - Micaela Montes de Oca
- Bernie Paz - Leonardo Falcón / Sebastián Páez
- Tulio Loza - Máximo Yunque
- Lola Vilar - Trinidad Montes de Oca
- Ismael La Rosa - Iván Yunque / Iván Benvenutti
- Mariella Trejos - Roberta Vda. de Yunque
- Mabel Duclós - Doña Hortensia de Cruz
- Charo Verástegui - Casilda Navarro
- Eduardo Cesti - Aquiles Acuña
- Marisa Minetti - Jacqueline
- Christian Ysla - Jean Pierre
- Christian Thorsen - Eliseo
- Marisol Aguirre - María Paula "Cucuchi" Eugenia Franco de Videla de del Valle y del campo
- Lucho Cáceres - Antenor del Valle
- Aristóteles Picho - Vladimir Lagos
- Lolita Ronalds - Verónica Moreyra
- Carlos Mesta - Vicente Martínez
- Edith Tapia - Josefa "Pepita" Montes de Oca
- Carlos Martínez - Diego Martínez
- Silvia Iglesias - Paloma Yunque / Paloma Benvenutti
- Ismael Contreras - Washington Cruz
- Rafael Santa Cruz - Dimas Basombrio
- Luis Salas - Lucas Hurtado
- Sandra Finkelstain - Leticia Suito
- Renzo Schuller - Jefferson "Jeffrey" Cruz
- Gustavo Mayer - Frank Cruz
- Shirley Pfennig - Beatriz "Betty" Martínez
- Úrsula Echevarría - Ofelia de Martínez
- Roger del Águila - Antonio "Toño"
- Susana Paredes - Wendy
- Marisela Puicón - Rita
- Luis Vásquez de Velasco - Jorge "Coco"
- Pedro Carranza Neyra - Carlos "Chato"
- Fanny Rodríguez - Ágatha López
- Gisselle Bedón - Justina
- César Valer - Florentino
- Nilda Muñoz - Eusebia
- Carlos Velásquez - Don Carlos
- Miguel Iza - El Chamán
- Roxana Yépez - Ana Lourdes
- Billy Bell Taylor - Reportero
- Liliana Trujillo - Carmela
- Lourdes Mindreau - Teresa Iparraguirre
- Marcial Matthews - Tapia
- Angello Bertini - Estudiante de colegio
- Michael Finseth - Estudiante de colegio
- Giancarlo Porcile - Rogelio Benvenutti
- Gustavo Cerrón - Guardia del penal
- Jenny Hurtado - Vecina
- Rubén Martorell - Aquino
- Havier Arboleda - Capitán Ambrosio
- María Alicia Pacheco - Señorita del taller de teatro
- Milene Vázquez - Investigadora de la policía
- Luis Trivelli - Padre Inocencio
- Augusto Miami - Mario
- Joel Ezeta - Lito
- Martín Fort - Miguel Herrarte
- Javier Lobatón - Vigilante de hotel
- Silvia Chávez - Abogada
- Rafael Sanchez Mena - Abogado
- Kike Casterot - Médico
- Mathías Brivio - Vendedor de Tienda / Chico de discoteca / Vendedor en pizzería
- Christian Ruiz - Niño en el parque

## Temas musicales
- Ayacucho - Iao (tema central / tema de entrada)
- Cómo Has Hecho - Dúo Gaitán Castro (tema de salida)
- Sinfonía Del Adios - Los Mojarras
- Paloma - Los Mojarras
- Marginados - Iao
- Morena - Iao
- Amor Amor - Dúo Gaitán Castro
- Requiem Para Un Amor - Dúo Gaitán Castro